# Saben aquell
Saben aquell es una película del año 2023, dirigida por David Trueba y protagonizada por David Verdaguer y Carolina Yuste. Está basada en la vida del famoso humorista Eugenio, desde que conoce a Conchita Alcaide, con la que se casaría, hasta la muerte de ella,. Logró 11 nominaciones a los Premios Goya. 

## Argumento
Película sobre los primeros años de carrera del humorista Eugenio. Barcelona, finales de los 60. Eugenio Jofra, un joven joyero, conoce a Conchita Alcaide y el flechazo es instantáneo. Eugenio aprende a tocar la guitarra para acompañar a Conchita, para lo que tendrá que luchar contra el miedo escénico. Empieza así la carrera musical de ‘Els dos’. Cuando Conchita se tiene que ausentar durante dos semanas de Barcelona, convence a Eugenio de que lleve las actuaciones a cabo él solo. Cuando regresa, Eugenio se ha convertido en un fenómeno del humor underground de la ciudad. Poco a poco, entre los dos irán construyendo al personaje: las gafas, la camisa negra, el taburete, los cigarrillos y el vaso de tubo, que se convertirá en un éxito inesperado en una España deprimida que busca desesperadamente reírse con ese singular cómico que empieza todos sus chistes con ‘Saben aquell que diu…"

## Reparto
- David Verdaguer: Eugenio
- Carolina Yuste: Concepción Alcaide "Conchita"
- Pedro Casablanc: Vicente
- Marina Salas: Mari Carmen
- Ramón Fontserè: Amadeu
- César Tormo: Empresario Alicante
- Francesc Ferrer: Encargado
- Sigfrid Monleón: Sacerdote
- Candela Serrat: Victòria
- Valentí Guardiola: Señor del autobús
- Marina San José: Amparo
- Quimet Pla: Padre de Eugenio
- Matilde Muñiz: Madre de Eugenio
- Geni Sánchez: Doña Estación
- Cristina Hoyos: Madre de Conchita
- José Luis Melero: Presentador de informativos
- Manel Barceló: Joyero
- Ferran Rañé: Ejecutivo Beiter
- Lara Dibildos: Laura Valenzuela
- Max Grosse Majench: Nino Bravo
- Paco Plaza: Chicho Ibáñez Serrador
- Pedro Ruiz: Él mismo

## Producción
El guion fue escrito por Albert Espinosa basándose en los libros Eugenio y Saben aquell que diu de Gerard Jofra, hijo de Eugenio. La película es una producción de Ikiru Films, Atresmedia Cine y La Terraza Films, y contó con la participación de Atresmedia, Movistar+ y HBO Max y el respaldo de ICEC y TVC.  Trueba aconsejó a Verdaguer que no se obsesionara con personificar a Eugenio, diciéndole que él no era [el imitador popular] Carlos Latre, sino principalmente por dominar la energía [de Eugenio].  Verdaguer utilizó, no obstante, una prótesis de nariz y un trasero protésico.  Carolina Yuste trabajó durante tres meses con un entrenador de dicción para mejorar sus habilidades en lengua catalana.  Los lugares de rodaje incluyeron Barcelona.  La película fue fotografiada por Sergi Vilanova y contó con la música de Andrea Motis. 

## Recepción
Según el sitio web estadounidense de recopilación de reseñas Rotten Tomatoes, Jokes & Cigarrillos tiene un índice de aprobación del 100% basado en 5 reseñas de críticos, con una calificación promedio de 7,3/10. 
Raquel Hernández Luján, de HobbyConsolas, valoró la película con 85 puntos ('muy buena'), destacando el guion, la ambientación y una "magistral" Carolina Yuste. 
J. Picatoste Verdejo de Mondo Sonoro calificó la película con 7 puntos sobre 10, calificándola como "una película alejada del sensacionalismo, cálida y romántica". 
Blai Morell de Fotogramas valoró la película con 4 estrellas sobre 5, destacando la dupla Verdaguer/Yuste como lo mejor de la película. 
Rubén Romero Santos de Cinemanía calificó la película con 3½ de 5 estrellas, prediciendo a Verdaguer como el ganador del Premio Goya por su actuación. 

## Premios
| Premio                                 | Día de la ceremonia   | Categoría                                   | Destinatario                                  | Resultado | Ref.          |
| -------------------------------------- | --------------------- | ------------------------------------------- | --------------------------------------------- | --------- | ------------- |
| Premios Feroz                          | 26 de enero de 2024   | Mejor actriz protagonista                   | Carolina Yuste                                | Nominado  | [ 13 ]        |
| Premios Feroz                          | 26 de enero de 2024   | Mejor actor protagonista                    | David Verdaguer                               | Ganador   | [ 13 ]        |
| Premios Feroz                          | 26 de enero de 2024   | Mejor tráiler                               | Miguel Ángel San Antonio                      | Nominado  | [ 13 ]        |
| Medallas del CEC                       | 5 de febrero de 2024  | Mejor director                              | David Trueba                                  | Nominado  | [ 14 ] [ 15 ] |
| Medallas del CEC                       | 5 de febrero de 2024  | Mejor actor                                 | David Verdaguer                               | Ganador   | [ 14 ] [ 15 ] |
| Medallas del CEC                       | 5 de febrero de 2024  | Mejor actriz                                | Carolina Yuste                                | Nominada  | [ 14 ] [ 15 ] |
| Medallas del CEC                       | 5 de febrero de 2024  | Mejor actor secundario                      | Pedro Casablanc                               | Nominado  | [ 14 ] [ 15 ] |
| Medallas del CEC                       | 5 de febrero de 2024  | Mejor guion adaptado                        | Albert Espinosa y David Trueba                | Nominados | [ 14 ] [ 15 ] |
| Medallas del CEC                       | 5 de febrero de 2024  | Mejor fotografía                            | Sergi Vilanova Claudín                        | Nominado  | [ 14 ] [ 15 ] |
| Medallas del CEC                       | 5 de febrero de 2024  | Mejor montaje                               | Marta Velasco                                 | Nominada  | [ 14 ] [ 15 ] |
| Premios Goya                           | 10 de febrero de 2024 | Mejor película                              | Saben aquell                                  | Nominado  | [ 16 ]        |
| Premios Goya                           | 10 de febrero de 2024 | Mejor dirección                             | David Trueba                                  | Nominado  | [ 16 ]        |
| Premios Goya                           | 10 de febrero de 2024 | Mejor guion adaptado                        | Albert Espinosa y David Trueba                | Nominado  | [ 16 ]        |
| Premios Goya                           | 10 de febrero de 2024 | Mejor interpretación masculina protagonista | David Verdaguer                               | Ganador   | [ 16 ]        |
| Premios Goya                           | 10 de febrero de 2024 | Mejor interpretación femenina protagonista  | Carolina Yuste                                | Nominado  | [ 16 ]        |
| Premios Goya                           | 10 de febrero de 2024 | Mejor Dirección de Arte                     | Marc Pou                                      | Nominado  | [ 16 ]        |
| Premios Goya                           | 10 de febrero de 2024 | Mejor Diseño de Vestuario                   | Lala Huete                                    | Nominado  | [ 16 ]        |
| Premios Goya                           | 10 de febrero de 2024 | Mejor Sonido                                | Xavier Mas, Eduardo Castro y Yasmina Praderas | Nominado  | [ 16 ]        |
| Premios Goya                           | 10 de febrero de 2024 | Mejor Música Original                       | Andrea Motis                                  | Nominado  | [ 16 ]        |
| Premios Goya                           | 10 de febrero de 2024 | Mejor Dirección de Producción               | Eduard Vallès                                 | Nominado  | [ 16 ]        |
| Premios Goya                           | 10 de febrero de 2024 | Mejor Maquillaje y Peluquería               | Caitlin Acheson, Benjamín Pérez y Nacho Díaz  | Nominado  | [ 16 ]        |
| 68.ª edición de los Premios Sant Jordi | 24 de abril de 2024   | Mejor actriz en película española           | Carolina Yuste                                | Ganadora  | [ 17 ]        |

- Premios Gaudí o Premios de la Academia del Cine Catalán "Gaudí (en catalán Premis Gaudí) son unos galardones otorgados por la Academia del Cine Catalán, que reconocen las mejores producciones cinematográficas catalanas del año o cuya versión original es el Idioma catalán. Sustituyen al Premio Barcelona de Cine, creado en el año 2002 y se les puso el nombre en honor del arquitecto catalán Antoni Gaudí. 
  - Mejor interpretación masculina protagonista: 
    - David Verdaguer: Eugenio

  - Mejor interpretación femenina protagonista: 
    - Carolina Yuste: Concepción Alcaide "Conchita"

  - Mejor dirección de producción
    - Eduard Vallés

  - Mejor dirección artística
    - Marc Pou

  - Mejor vestuario
    - Lala Huete

  - Mejor sonido
    - Xavi Mas, Eduardo Castro y Yasmina Praderas

  - Mejor maquillaje y peluquería
    - Caitlin Acheson, Nacho Días y Benjamín Pérez

  - Nominado Mejor dirección
    - David Trueba

  - Nominado  Mejor guion adaptado
    - David Trueba y Albert Espinosa

  - Nominado mejor actor secundario
    - Pedro Casablanc

  - Nominada Mejor música original
    - Andrea Motis

  - Nominada Mejores efectos visuales
    - Wesley Barnard y Míriam Piquer

  - Nominada a Mejor película